# Alheidis von Wohldenberg
Alheidis von Wohldenberg war die erste Äbtissin des Klosters St. Aegidii Münster. Sie starb 1208 oder 1209.
Sie stammte aus dem Hause Wohldenberg. Burkhard I. von Woldenberg war ihr Bruder.
Sie heiratete Helmold I. von Schwerin. Da dieser jung starb, blieben sie ohne leibliche Nachkommen.
Sie erbte Güter bei Ascheberg (Westfalen) aus früherem Besitz der Billunger. Nachdem ihr Bruder Ludiger von Woldenberg um 1203 gestorben war, schenkte sie diese Güter im Jahr 1206 dem Bistum Münster und wurde später zum Dank im St.-Paulus-Dom (Münster) bestattet – als einzige Person, die nicht dem Domkapitel angehörte.
Nach dem frühen Tod Helmolds trat sie einige Jahre nicht in Erscheinung. Um 1206 wurde sie Äbtissin des Klosters St. Aegidii Münster.